# Кокомо (Индиана)
Кокомо (англ. Kokomo) — город и административный центр округа Хауард в штате Индиана США. По данным переписи 2020 года, численность населения составляла 59 604 человека.

## Население
| 2010   | 2020    |
| ------ | ------- |
| 45 468 | ↗59 604 |